# Hasbulla
Chasbulla Magomedowitsch Magomedow (russisch Хасбулла́ Магоме́дович Магоме́дов; * 7. Juli 2002 in Machatschkala, Dagestan, Russland), meist Hasbulla oder Hasbik bzw. Chasbik (russisch Ха́сбик) genannt, ist eine russische Internetpersönlichkeit. Er wurde durch seine viralen Videos und seine Präsenz in den sozialen Medien bekannt, insbesondere auf Plattformen wie Instagram und TikTok.

## Frühes Leben
Magomedows Eltern gehören dem dagestanischen Volk der Darginen an, einer der größten ethnischen Gruppen in Dagestan. Im Alter von fünf Jahren wurde bei Magomedow und seiner Zwillingsschwester eine genetische Anomalie diagnostiziert, die zu hormonellen Störungen und Wachstumsproblemen führte. Diese Kondition resultiert in einer Form von Kleinwüchsigkeit, die sein äußeres Erscheinungsbild maßgeblich beeinflusst. Magomedow ist etwa 99 Zentimeter groß und wiegt ungefähr 16 kg. Er selbst gab an, dass Ärzte keine eindeutige Diagnose für seinen Zustand stellen konnten. In anderen Quellen wurde Magomedows Zustand als Wachstumshormonmangel beschrieben, der zu seiner geringen Körpergröße und seinem niedrigen Gewicht führte.

## Soziale Medien und Einfluss
Magomedows Weg zur Bekanntheit begann im Jahr 2021, als humorvolle „Kampfvideos“, die er mit Freunden aufnahm, auf Plattformen wie Instagram und TikTok viral gingen. Diese Videos, die seine charmante Persönlichkeit und seinen Sinn für Humor hervorhoben, fanden schnell ein weltweites Publikum. Magomedow präsentiert sich in seinen Inhalten oft als MMA-Kämpfer, was ihm den Spitznamen Mini Chabib einbrachte – eine Anspielung auf den UFC-Weltmeister Chabib Nurmagomedow.
Videos und Memes Magomedows verbreiteten sich rasant im Internet und erreichten ein Millionenpublikum. Dabei finanziert er sich nicht durch die üblichen Werbeeinnahmen. Stattdessen nutzt er die Popularität seiner Videos und Memes, um Einnahmen durch ein NFT-Projekt zu generieren.

## Kontroversen
Eine der bedeutendsten Kontroversen um Chasbulla Magomedow ereignete sich im Mai 2023, als er in Dagestan verhaftet wurde. Laut Medienberichten blockierte er gemeinsam mit Freunden eine Straße, um nach einer Hochzeit mit Autos Donuts zu drehen. Dieses Verhalten führte zu seiner Verhaftung, und er wurde später auf Kaution in den Hausarrest entlassen. Diese Vorfälle sorgten für erhebliches Aufsehen in den sozialen Medien und wurden breit diskutiert.
Magomedow und sein tadschikischer Freund Abdu Rozik, der ebenfalls kleinwüchsig ist, wurden oft in Videos gezeigt, in denen sie sich als MMA-Kämpfer inszenieren. Dies führte zu einer Kontroverse, als der russische Sportverband einen geplanten Kampf zwischen den beiden ablehnte. Der Verband argumentierte, dass ein solcher Kampf nicht den sportlichen Wert, sondern das Bloßstellen kleinwüchsiger Menschen in den Vordergrund stellen würde. Diese Entscheidung löste eine Debatte über die ethischen Implikationen solcher Darstellungen aus.